# Корзанико-Барђекија (Лука)
Корзанико-Барђекија је насеље у Италији у округу Лука, региону Тоскана.
Према процени из 2011. у насељу је живело 1595 становника. Насеље се налази на надморској висини од 205 м.